# Ferdinand Genähr

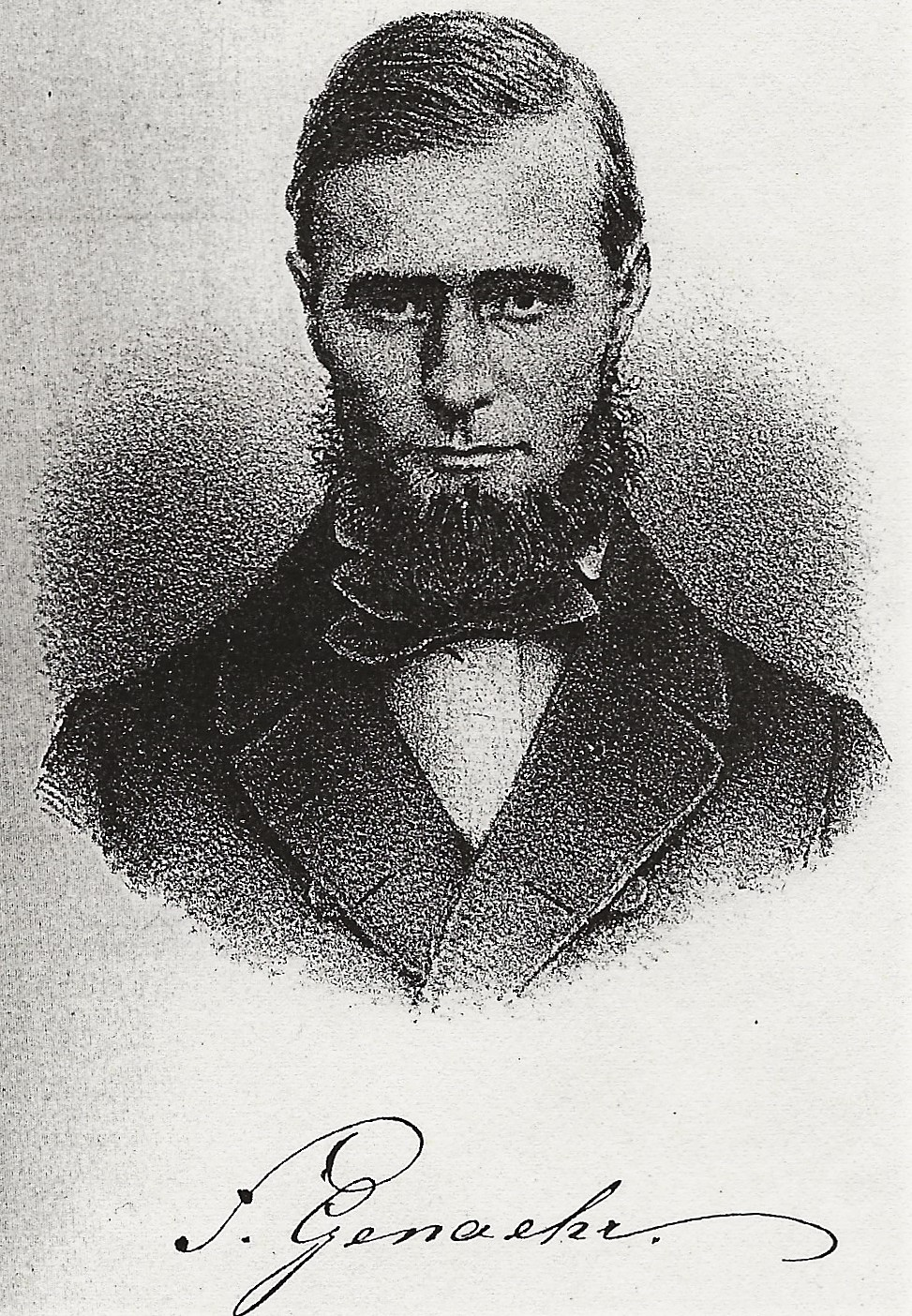
Ferdinand Genaehr

Ferdinand Traugott Karl Genähr (* 17. Juli 1823 im Stadtdorf Ebersdorf, poln. Dzikowice bei Sprottau in Niederschlesien; † 6. August 1864 in Hoau, Provinz Guangdong) war der erste Missionar der Rheinischen Missionsgesellschaft in China. Sein chinesischer Name lautet Ye Naqing 葉納清.

## Leben
Der aus Ebersdorf in Niederschlesien stammende Ferdinand Genähr kam aus einer Dreschgärtner-Familie. Sein Vater, Georg Genähr, war Schneider. Die Genähr wohnten gegenüber der Ortskirche, so fand Ferdinand schon in seiner Jugend einen festen evangelischen Glauben. Die Verwandtschaft zu einer ehemals niederadligen Bauernfamilie namens Buchler (Buchwald), die im 16. Jahrhundert auch zweimal den Bürgermeister von Sprottau stellte, festigte seine organisatorischen und sozialen Fertigkeiten. Ferdinand Genähr lernte zuerst in Sprottau den Beruf eines Buchbinders. Danach war er Aufseher in einer Knabenabteilung in Düsselthal. Dort erlangte er Kenntnisse in der Kindererziehung. 1843 erfolgt sein Beitritt zur Rheinischen Mission in Barmen. Hier ließ er sich im Missionsseminar ausbilden. Wurde dann 1846 ins südliche China gesandt, um den oft als „Apostel Chinas“ bezeichneten Missionar Karl Gützlaff zu unterstützen. Dieser hatte erkannt, dass das Evangelium in China nur durch Einheimische erfolgreich verbreitet werden könnte, und dementsprechend bekehrte Chinesen als Volksprediger in alle Provinzen gesandt. Zu ihrer Betreuung forderte Gützlaff von den Missionsseminaren in Basel und Barmen junge Missionare als „Superintendenten“ an.
Aus Gründen der Dankbarkeit für die finanzielle Unterstützung aus seinem schlesischen Heimatdorf Ebersdorf/Dzikowice schickte F. Genähr Raritäten aus China. Diese wurden im Genähr-Haus in einem kleinen „chinesischen“ Museum ausgestellt. Nach 1945 verliert sich das Museum, im heutigen Polen ist es nicht bekannt.
Als Genähr nach einiger Zeit die chinesische Sprache verstand, erkannte er, dass ein Großteil der sogenannten chinesischen Volksprediger lediglich auf das Geld aus war und die Europäer betrog. Daraufhin zog er sich aus Gützlaffs Arbeit zurück und gründete selbst eine kleine Evangelistenschule in Taiping, die er später nach Hoau in der Provinz Guangdong (Kanton) verlegte und für die er mehrere Lehrbücher und Traktate in chinesischer Sprache verfasste. Daneben zog er als Arzt und Prediger durch die chinesischen Städte und Dörfer, heilte und predigte, ließ auch die älteren Evangelisten predigen und gewann in weiten Kreisen das Zutrauen der Einheimischen. 1849 nahm Ferdinand Genähr eine Gruppe von Grundschülern in Xixiang auf und schickte sie in verschiedene Bibelschulen.
Ab 1849 unterstützte ihn der Missionar Rudolf Krone. Ihre Ehefrauen, württembergische Pfarrerstöchter, nahmen sich der chinesischen Frauen an und gründeten Mädchenschulen. 1856, zur Zeiten des Zweiten Anglo-Chinesischen Kriegs zog F. Genähr mit den Bibelschülern nach Hongkong, sein Aufenthalt in Hongkong währte bis 1860.
Nach Wiederaufnahme ihrer Tätigkeit in Hoau wurde Frau Krone schwer krank und das Ehepaar fuhr zurück nach Europa. Nach ihrer Genesung nach zwei Jahren starb Krone im November 1863 auf der Rückreise nach China. Während Genähr auf einen Ersatz wartete, um selbst Heimaturlaub nehmen zu können, brach in Hoau die Cholera aus. Er nahm eine schwer kranke Frau auf und pflegte sie gesund, aber die ganze Missionarsfamilie infizierte sich, und Genähr und zwei seiner Söhne starben.
Ein überlebender Sohn, Immanuel Gottlieb Genähr (Hongkong 1856–1937 Ratingen) Theologe und Übersetzer wurde ebenfalls Missionar der Rheinischen Missionsgesellschaft in China.
Er übersetzte Schriften des russischen Schriftstellers Lew Tolstoi ins Chinesische.

## Werke
- Chinesisches Liederbüchlein
- Leben Jesu in chinesischen Versen
- Übersetzung der Biblischen Geschichten von Franz Ludwig Zahn
- Glaubenslehre in 1000 Fragen und Antworten

sowie zahlreiche Übersetzungen deutscher Traktate

## Bildungseinrichtungen mit seinem Namen
Rheinische Kirche Pang Hok Ko Memorial College in Hongkong
- In Hongkong trägt im College der Rheinischen Kirche ein Haus den Namen: Ferdinand Genähr House – 禮賢會彭學高紀念中學,
- Drei andere Häuser tragen die Missionarsnamen: Karl Gützlaff, Wilhelm Lobscheid u. Wilhelm Louis